# Anao
Anao  (Bayan ng Anao - Municipality of Anao) es un municipio filipino de quinta categoría, situado en la parte central de la isla de Luzón. Forma parte del Primer Distrito Electoral de la provincia de Tarlac situada en la Región Administrativa de Luzón Central, también denominada Región III.

## Geografía
Anao es el municipio más pequeño de la provincia. Situado al nordeste, 34 kilómetros al norte de Tárlac, su término linda al norte con el municipio de San Manuel; al sur con el de Ramos; al este con el de Moncada; y al oeste con la provincia de Nueva Écija, municipios de Nampicuán y San Juan de Guimba.

### Barangays
El municipio  de Anao  se divide, a los efectos administrativos, en 18 barangayes o barrios, conforme a la siguiente relación:
| - Baguindoc o Baguinloc. - Bantog - Campos - Carmen | - Casili - Don Ramón - Hernando - Población - Rizal | - San Francisco, Este - San Francisco, Oeste - San José, Norte - San José, Sur | - San Juan - San Roque - Santo Domingo - Sinense - Suaverdez |  |

### Población
Un pueblo predominantemente de habla ilocano.

### Economía

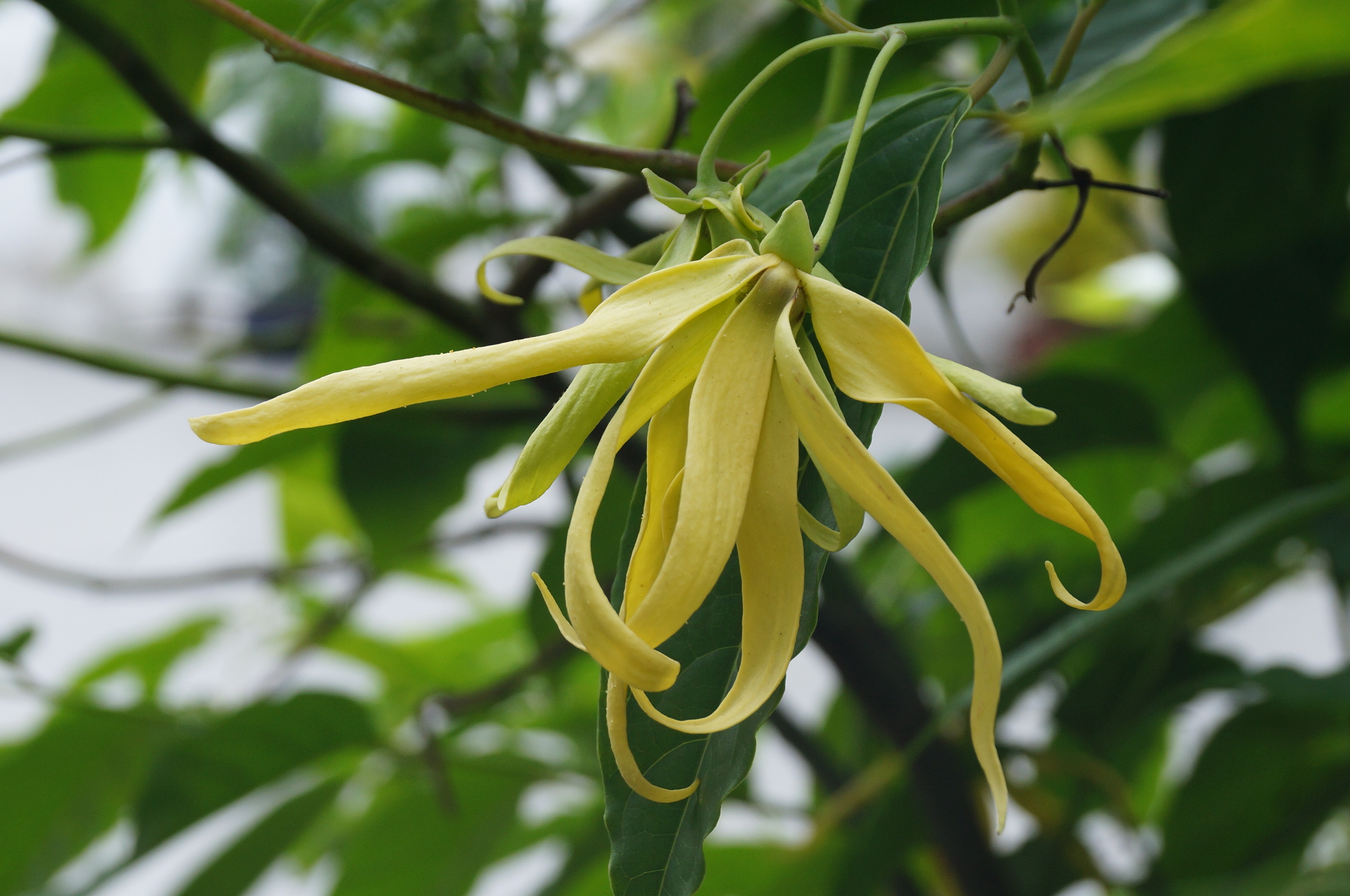
flor de Cananga odorata.

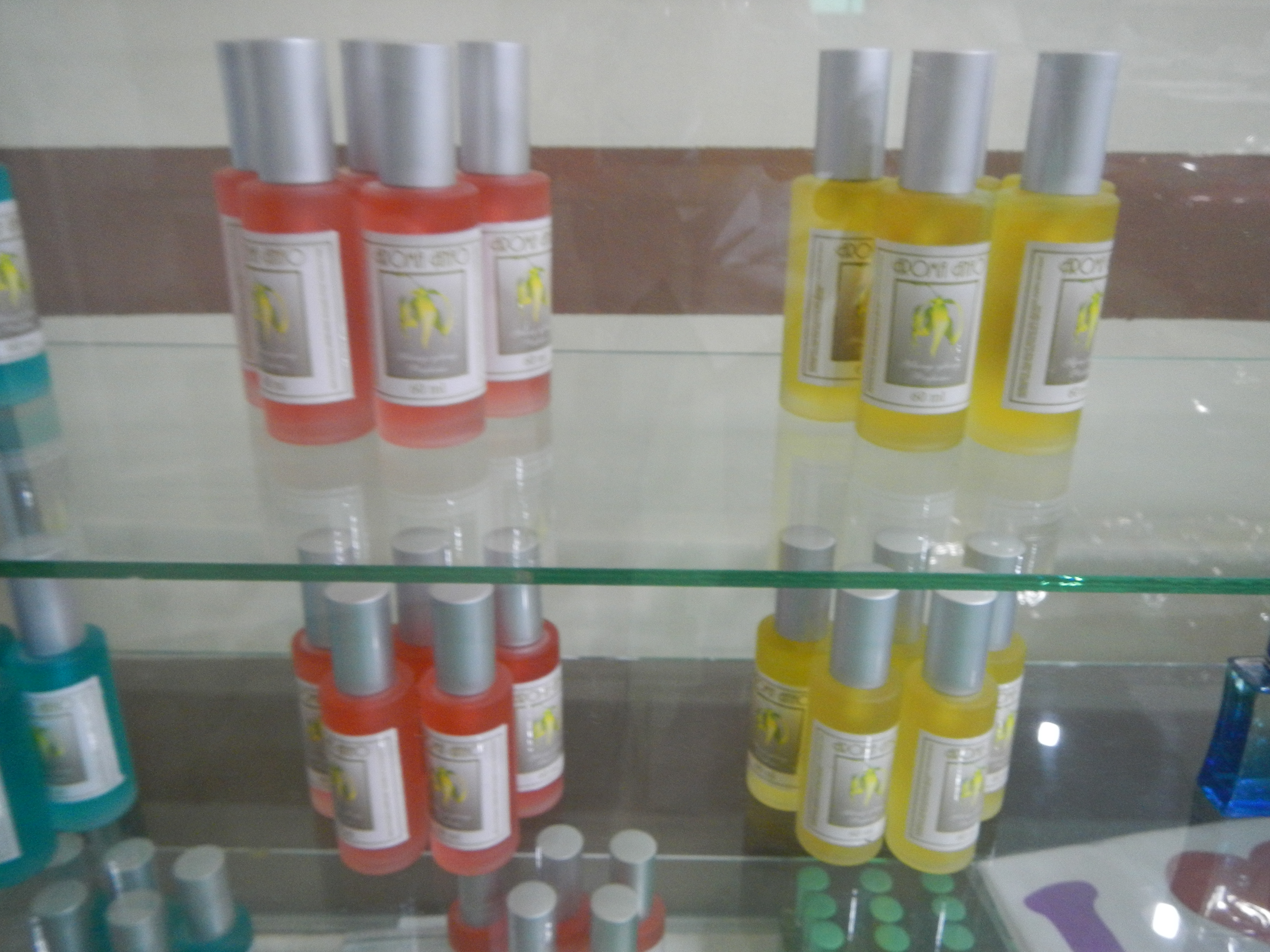
fragancia de ilang-ilang (Cananga odorata).

Municipio  agrícola que produce arroz, maíz, hortalizas y caña de azúcar.
Anao es  famoso por la producción del ilang-ilang (Cananga odorata), un árbol conocido comúnmente con el nombre de cananga, de la familia de las anonáceas . El nombre ylang-ylang  deriva del Idioma tagalo, tanto del término ilang, significa "asilvestrado", aludiendo a su hábitat natural, o  a la palabra ilang-ilan = "raro", sugestivo de su excepcionalmente delicada  esencia.
Las flores de este árbol producen extracto de aceite que se utiliza para la fabricación de perfumes. Su fragancia es rica y profunda con notas de goma y de crema, y dejos de jazmín y neroli.
La demanda para la producción de ilang-ilang es grande, tanto aquí como en el extranjero, por lo que ha contribuido a la economía de la ciudad.

## Historia
Los primeros pobladores del lugar provienen de la población de habla Ilocano de San Miguel de Camiling procedente de Paoay en la provincia de Ilocos del Norte.
En este Lugar,  deshabitado hasta el siglo XIX, los ilocanos se establecieron en un claro del bosque  cerca de un arroyo donde abundaban los árboles balete, dando al lugar en nombre de Balete que más tarde pasa a denominarse Barrio Anao cuyo nombre deriva de la palabra ilocana  Danao, que significa arroyo.
Anao fue uno de los barrios de Paniqui cuando éste era todavía un pueblo de la provincia de Pangasinán. Paniqui tenía un camino extendido hacia el este que llegaba hasta este barrio.

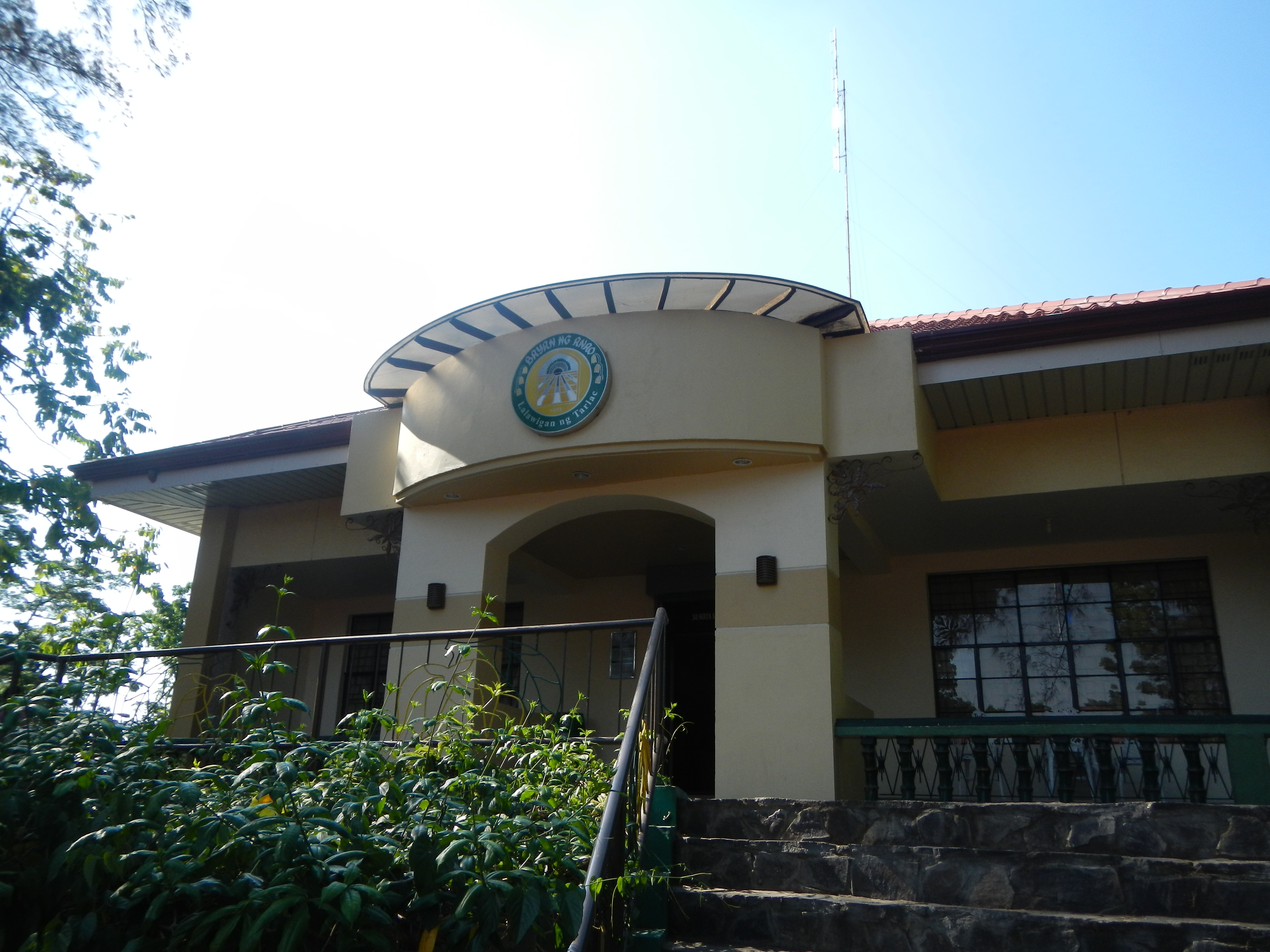
Casas Consistoriales.

Municipio creado el 1 de marzo de 1870  por Fruto Pastor, uno de sus primeros pobladores, fue su primer Capitán Municipal.
Desde entonces no ha variado  la estructura política del municipio.

## Patrimonio
- Iglesia parroquial católica bajo la advocación del San Juan Nepomuceno,  data del año 1935.

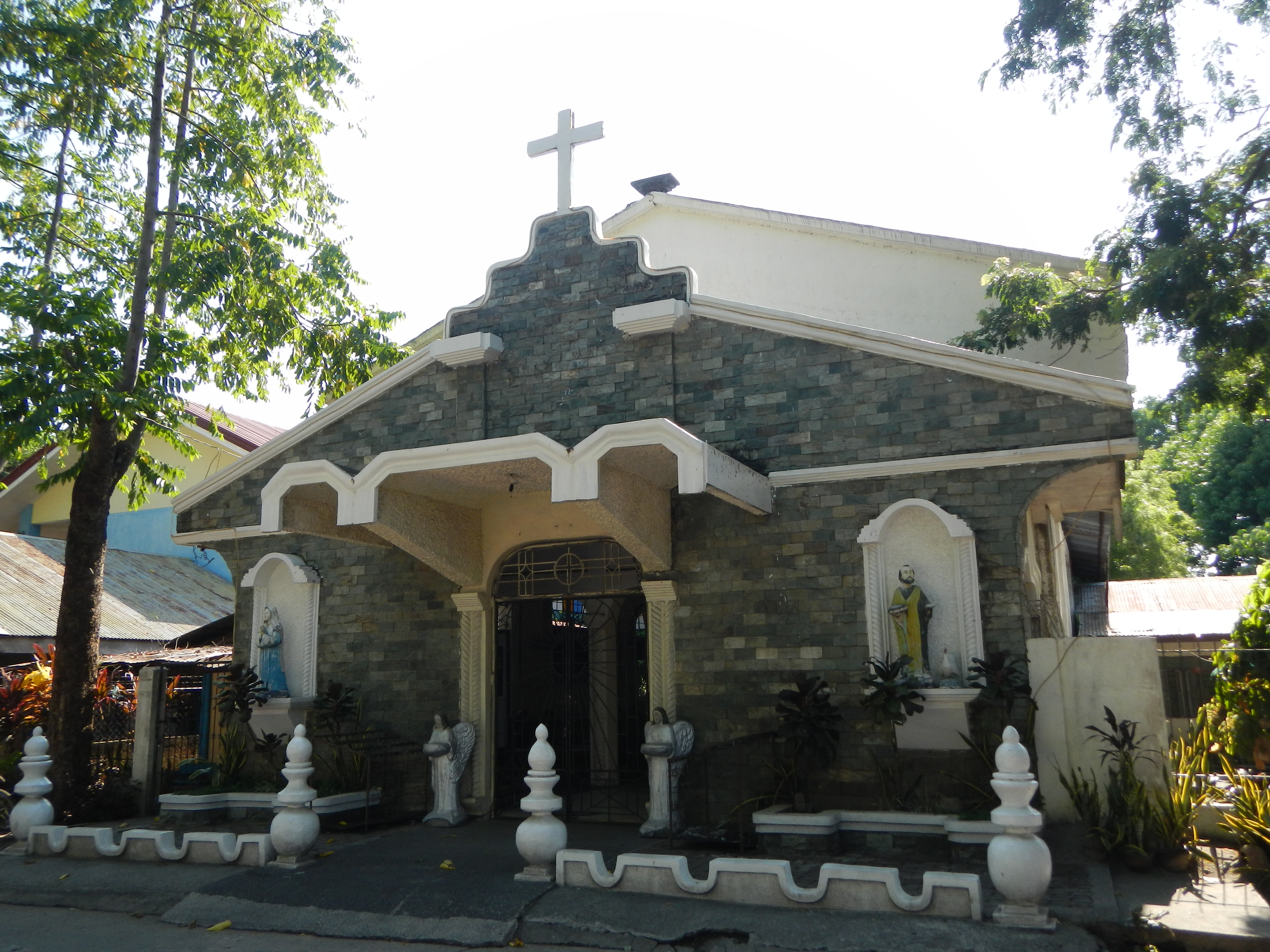
Capilla en la Población.

Forma parte de la Vicaría de Santa Rosa de Lima, perteneciente a la Diócesis de Tarlac en la provincia Eclesiástica de San Fernando.